# 濤濤園
濤濤園（日语：／）是一座曾經位於石川縣石川郡金石町（即現時的金澤市金石北四丁目附近）的遊樂園。
遊樂園由金石電氣鐵道（即現時北陸鐵道）營運。在同一時期，鄰近也有一座名為粟崎遊園的遊樂園，兩者為了競爭而不斷擴張。

## 歷史
- 1925年（大正14年）10月25日 - 金石電氣鐵道開設濤濤園[2][1]。
- 1926年（大正15年）- 該處開始成為高等學校相撲金澤大會（日语：高等学校相撲金沢大会）的舉辦場地（在關閉直至1951年還在該處舉辦）。
- 1931年（昭和6年）8月7日 - 金石電氣鐵道松原至濤濤園前之間開業[2]。在濤濤園附近設置濤濤園前站。
- 1938年（昭和13年）9月 - 暫停開放[2]。
- 1943年（昭和18年）- 遊樂園結業。

## 其他
- 在2009年（平成21年）8月4日，於金澤市金石會館內保存，與舊上金石町相關的600項資料中，發現濤濤園的圖畫[1]。

## 注腳
1. 1 2 3  . 北國新聞. 2009-08-05  [2021-07-12]. （原始内容存档于2009-08-08） （日语）.
2. 1 2 3 4  寺田 2008，第54頁.
3. ↑  粟崎遊園（遊園の誕生）（日語） - 內灘町